# HD219855
HD219855 — хімічно пекулярна зоря спектрального класу A0, що має видиму зоряну величину в смузі V приблизно  8,6.
Вона  розташована на відстані близько 1065,9 світлових років від Сонця.

## Пекулярний хімічний склад
Зоряна атмосфера HD219855 має підвищений вміст 
Cr
.